# Menchi-katsu
Menchi-katsu (メンチカツ) là miếng thịt tẩm bột và chiên xù kiểu Nhật; hiểu nôm na là cái "bánh thịt chiên". Thịt thường là thịt bò, thịt lợn, hay hỗn hợp cả hai. Nó thường được phục vụ trong bento và teishoku không đắt.

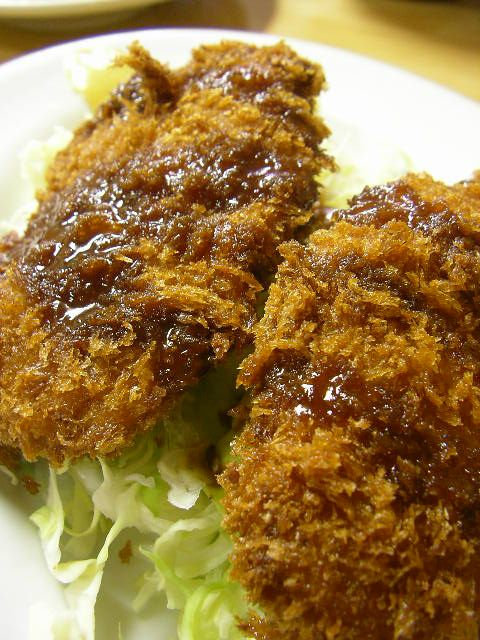
Menchi-katsu

Thịt xay được trộn với hành tây xắt nhỏ, muối và hạt tiêu, và làm thành miếng. Bột được cho lên trên cả hai mặt của các miếng. Chúng được phủ trứng đánh tan, phủ thêm vụn bánh mì và chiên cho đến khi vàng nâu. Vụn bánh mì, được gọi là panko, được khử nước đặc biệt và có kết cấu thô hơn so với các mẩu bánh mì khác. Katsu thường được phục vụ với sốt Worcestershire của Nhật Bản hoặc sốt tonkatsu (một biến thể của Worrouershire được làm dày với trái cây và rau củ xay nhuyễn) và bắp cải thái lát.
Menchi và katsu là phiên bản sửa đổi về mặt ngữ âm của các từ " băm " và "cốt lết". Katsu có thể đề cập đến bất kỳ cốt lết thịt chiên giòn được phủ bột, trứng và vụn bánh mì. Đó là một ví dụ về yōshoku, hoặc thực phẩm thích nghi từ ẩm thực phương Tây. Katsu tự nó thường đề cập đến tonkatsu, được làm bằng thịt lợn cốt lết.
Trong khi menchi-katsu được sử dụng phổ biến ở miền đông Nhật Bản, thì ở miền tây Nhật Bản, nó thường được gọi là minchi-katsu (ミンチカツ).